# Ov-autoriteit
Een ov-autoriteit (openbaarvervoerautoriteit) of vervoersautoriteit is een overheid die verantwoordelijk is voor het stads- en streekvervoer in het betreffende gebied.
Tevens is de ov-autoriteit in Nederland een voorgestelde stichting die wettelijke bevoegdheden krijgt om beslissingen te nemen ten aanzien van de OV-chipkaart, en daarbij de beleidsbepalende taken van Trans Link Systems (TLS) overneemt.

## Nederland
Het woord ov-autoriteit is geen wettelijke term, maar artikel 20 van de Wet Personenvervoer 2000 bepaalt dat bevoegd zijn tot het verlenen, wijzigen of intrekken van concessies voor openbaar vervoer:
- Voor openbaar vervoer per trein, behalve in bij algemene maatregel van bestuur of ministeriële regeling bepaalde gevallen (gedecentraliseerde treindiensten): de Minister van Infrastructuur en Milieu.
- Voor overig openbaar vervoer: gedeputeerde staten. Bij algemene maatregel van bestuur kan worden bepaald dat in bij die maatregel aan te wijzen gebieden het dagelijks bestuur van een bij gemeenschappelijke regeling ingesteld openbaar lichaam bevoegd is.

Zo is er bijvoorbeeld het Besluit aanwijzing vervoersdienst provincie Zuid-Holland regionaal openbaar vervoer per trein. Verder is er het Besluit tot aanwijzing vervoersdienst waarvoor het Dagelijks Bestuur van de Stadsregio Rotterdam bevoegd is tot het verlenen, wijzigen of intrekken van concessies voor regionaal openbaar vervoer per trein (met opschrift Besluit aanwijzing vervoersdienst regionaal openbaar vervoer per trein Stadsregio Rotterdam) dat op 31 januari 2015 nog spreekt van de Stadsregio Rotterdam.

### Geschiedenis

#### Centralisatie van bevoegdheden
Voor 1926 was er nauwelijks regelgeving voor het streekvervoer per bus. Iedereen kon een bus (of grote auto) kopen om een lijndienst te beginnen. In deze tijd ontstonden er vele kleine particuliere busmaatschappijen die niet alleen de stoomtrams, maar ook elkaar beconcurreerden. Men noemde dit verschijnsel destijds 'wilde bussen'. De busmaatschappij had een standplaatsvergunning nodig van de gemeente waar de buslijn begon of eindigde. De betrouwbaarheid van de busbedrijven was slecht. Een net opgerichte buslijn, kon een week later alweer opgeheven zijn omdat het rijden elders winstgevender bleek voor de buseigenaar.
Na de wijziging van de Wet op de Openbare Middelen en Vervoer op 30 juli 1926, hadden de interlokale buslijnen een vergunning nodig van de provincie, maar een echte verandering van de situatie was het niet.
Vanaf 1938 hadden de busmaatschappijen een vergunning voor hun buslijnen nodig van de rijksoverheid. Hierdoor werd het tijdperk van de 'wilde bussen' afgesloten. De rijksoverheid bleef vergunningverlener voor het stadsvervoer tot 1988 en voor het streekvervoer tot 1996/1998.

#### Decentralisatie van bevoegdheden
Voor de invoering van de Wet personenvervoer 1988 op 1 januari 1988 was de rijksoverheid verantwoordelijk voor het gehele stads- en streekvervoer. De overheid betaalde de rijksbijdrage voor de exploitatie direct aan de vervoerbedrijven.
De nieuwe personenvervoerwet bracht hierin verandering en maakte een onderscheid tussen lokaal openbaar vervoer (bijvoorbeeld stadsbussen en stadstrams) en interlokaal openbaar vervoer (streekvervoer). De exploitatiebijdrage voor lokaal openbaar vervoer werd voortaan aan de gemeenten gegeven, die daarmee zelf verantwoordelijk werden voor stadsvervoer. Deze gemeenten zonder eigen vervoerbedrijf worden BOS-gemeenten genoemd. Ook de BOV-gemeenten (gemeenten met eigen vervoerbedrijf) kregen voortaan een eigen ov-budget. Voor het interlokaal openbaar vervoer bleef de rijksoverheid (nog) wel verantwoordelijk. De rijksbijdrage voor het streekvervoer werd dan ook nog steeds direct aan de vervoerbedrijven betaald.
Bij wijze van proef werden de provincies Groningen, Friesland en Drenthe per 1 januari 1996 verantwoordelijk voor het eigen interlokale openbaar vervoer. Voor het lokale openbaar vervoer bleven de BOS/BOV-gemeenten binnen deze provincies verantwoordelijk. Tegelijkertijd werden ook zeven stedelijke regio's verantwoordelijk voor het lokale en interlokale openbaar vervoer binnen deze regio's. De BOS/BOV-gemeenten binnen de plusregio's raakten hun bevoegdheden kwijt.
Vanaf 1 januari 1998 werd het gehele stads- en streekvervoer volledig gedecentraliseerd. Voortaan ging de exploitatiesubsidie voor het streekvervoer niet meer direct naar de vervoerders, maar naar 35 decentrale ov-autoriteiten. Deze overheden kunnen dit ov-budget naar eigen inzicht besteden aan het stads- en streekvervoer. De ov-autoriteiten zijn de 12 provincies, 7 plusregio's en 16 VOC-gemeenten. Deze VOC-gemeenten waren een voortzetting van zestien van de ooit vele BOS/BOV-gemeenten in Nederland. De overige BOS/BOV-gemeenten raakten hun bevoegdheid kwijt aan de omliggende provincies.
Op 1 januari 2004 werd de VOC-status ingetrokken. De bevoegdheid van deze zestien gemeenten werd overgeheveld naar de provincies. Het aantal vervoersautoriteiten, de ontvangers van de ov-exploitatiesubsidie, werd daarmee gelijkgesteld aan het aantal ontvangers van de Gebundelde Doeluitkering (GDU): de 12 provincies en de 7 plusregio's, gezamenlijk 19 ov-autoriteiten. Provincies en stadsregio's hebben wel de mogelijkheid om de bevoegdheid te delegeren aan de inliggende steden/gemeenten. Veel provincies deden dit, vaak om de looptijd van de door de steden voor 2004 verleende concessies uit te dienen. Maar de delegatie kan ook daarna voortgezet worden. Heden ten dage zijn alleen Almere en Lelystad gedelegeerd bevoegd. Almere voor stads- en, vanaf 2010 ook, streekvervoer. Lelystad voor het stadsvervoer. Gezien de sterke samenhang tussen de exploitatie van het openbaar vervoer en infrastructuur in de steden (haltes, busstroken- en banen, trambanen, verkeerslichtbeïnvloeding) ligt dit ook voor de hand. Een stad zal eerder investeren in doorstroming voor het openbaar vervoer als het exploitatieve voordeel daarvan ook bij de stad terugkomt. Een ander voorbeeld is Apeldoorn dat bereid was te investeren in experimenten met de Whisper omdat dat paste in de milieuvisie van de stad. Opmerkelijk is dat het rijk geen evaluatie gehouden heeft naar de effecten van het feit dat de middelgrote steden buiten de stadsgewesten hun bevoegdheden over de stadsbus kwijtgeraakt zijn.
Sinds 1 januari 2009 hebben de provincies Groningen en Drenthe geen aparte ov-autoriteit meer; deze provincies richtten samen het OV-bureau Groningen Drenthe op. Nederland werd toen verdeeld onder de volgende ov-autoriteiten:
1. OV-bureau Groningen Drenthe (OVBGD)
2. provincie Fryslân
3. provincie Overijssel
4. Regio Twente
5. provincie Gelderland
6. Stadsregio Arnhem Nijmegen
7. provincie Flevoland
8. provincie Utrecht
9. Bestuur Regio Utrecht (BRU)
10. provincie Noord-Holland
11. Stadsregio Amsterdam
12. provincie Zuid-Holland
13. Stadsgewest Haaglanden
14. Stadsregio Rotterdam (SRR)
15. provincie Zeeland
16. provincie Noord-Brabant
17. Samenwerkingsverband Regio Eindhoven (SRE)
18. provincie Limburg

In het kader van de afschaffing van de plusregio's op 1 januari 2015 zijn de verkeer- en vervoertaken (waaronder ov-concessies) en de daarbij behorende financiële middelen (BDU verkeer en vervoer) van de stadsregio's Eindhoven, Arnhem-Nijmegen, Twente en Utrecht ondergebracht bij de desbetreffende provincies. Daarnaast zijn er twee vervoerregio's opgericht voor de Randstad. De gemeenschappelijk regeling Metropoolregio Rotterdam Den Haag is belast met (o.a.) de verkeer- en vervoertaken m.b.t. de zuidvleugel van de Randstad. Per 1 januari 2017 komt er een gemeenschappelijk regeling ook voor de noordvleugel van de Randstad. In 2015 en 2016 geldt voor de noordvleugel een overgangsregeling op basis van een convenant ondertekend
door de Stadsregio Amsterdam namens de 16 betrokken Noord-Hollandse gemeenten, de provincie Noord-Holland, de provincie Flevoland en de gemeenten Almere en Lelystad.

## België
België heeft drie ov-autoriteiten voor het stads- en streekvervoer
- Het Vlaams Gewest voor het stads- en streekvervoer in Vlaanderen dat wordt uitgevoerd door de Vlaamse Vervoermaatschappij (VVM) De Lijn;
  - Zie ook basisbereikbaarheid
- Het Waals Gewest voor het stads- en streekvervoer in Wallonië dat wordt uitgevoerd door de SRWT 'TEC';
- Het Brussels Hoofdstedelijk Gewest voor het stadsvervoer in en om Brussel dat wordt uitgevoerd door de MIVB

Het vervoer per spoor in België wordt uitgevoerd door de NMBS in opdracht van de Federale overheid.